# Kysalovité
Kysalovité (Begoniaceae) je čeleď vyšších dvouděložných rostlin z řádu tykvotvaré (Cucurbitales).

## Charakteristika
Kysalovité jsou vytrvalé jednodomé byliny nebo keře a polokeře s měkkým dřevem. Listy jsou jednoduché, střídavé, s nápadnými palisty. Rostliny jsou nezřídka více či méně sukulentní, někdy rostou jako epifyty nebo šplhavé rostliny. Někteří zástupci jsou bez stonku, případně mají podzemní oddenek nebo hlízy. Čepel listů je celistvá až hluboce laločnatá, s dlanitou žilnatinou a asymetrickou bází, na okraji zubatá nebo méně často celokrajná. Výjimečně jsou listy dlanitě složené. Zuby na čepeli jsou charakteristické, tzv. kukurbitoidní - do zubu vstupuje několik žilek, které ústí do zvětšené, žlaznaté a průsvitné špice zubu. Květenství jsou úžlabní, vrcholičnatá. Květy jsou nejčastěji souměrné, jednopohlavné. Samčí květy mají okvětí rozlišené na kalich a korunu, volné. Kališní i korunní lístky jsou v počtu 2, kalich je zbarven podobně jako koruna, korunní lístky jsou obvykle menší. Tyčinek je 4 až mnoho. Samičí květy mají okvětí nerozlišené, 4 až 5 plátků. Semeník je spodní nebo polospodní, často křídlatý nebo rohatý, srostlý ze 2 až 7 (nejčastěji 3) plodolistů. Čnělky jsou obvykle 3. Plodem je trojboká až křídlatá lokulicidní tobolka s mnoha drobnými semeny. Semena jsou bez endospermu.

Čeleď zahrnuje asi 1400 druhů ve dvou rodech. Rod Hillebrandia zahrnuje jediný druh, H. sandwicensis, rostoucí na Havaji. Begónie (Begonia) jsou rozšířené v tropech celého světa mimo Austrálie a některých tichomořských ostrovů.

Nejvíce druhů se vyskytuje ve stinném podrostu vlhkých horských tropických lesů v nadmořské výšce od 1000 do 3000 m.
Opylení je zprostředkováváno hmyzem.
Samčí květy jsou navštěvovány včelami sbírajícími pyl. Samičí květy nic opylovačům nenabízejí, zkroucené blizny napodobují prašníky samčích květů.
Samčí květy se často otevírají před samičími, čímž je zabráněno samoopylení. Semena jsou šířena větrem, vodou nebo zvířaty.

Časté je také vegetativní rozmnožování pomocí hlízek tvořících se v paždí listů nebo z adventivních pupenů tvořících se na odtržených listech.

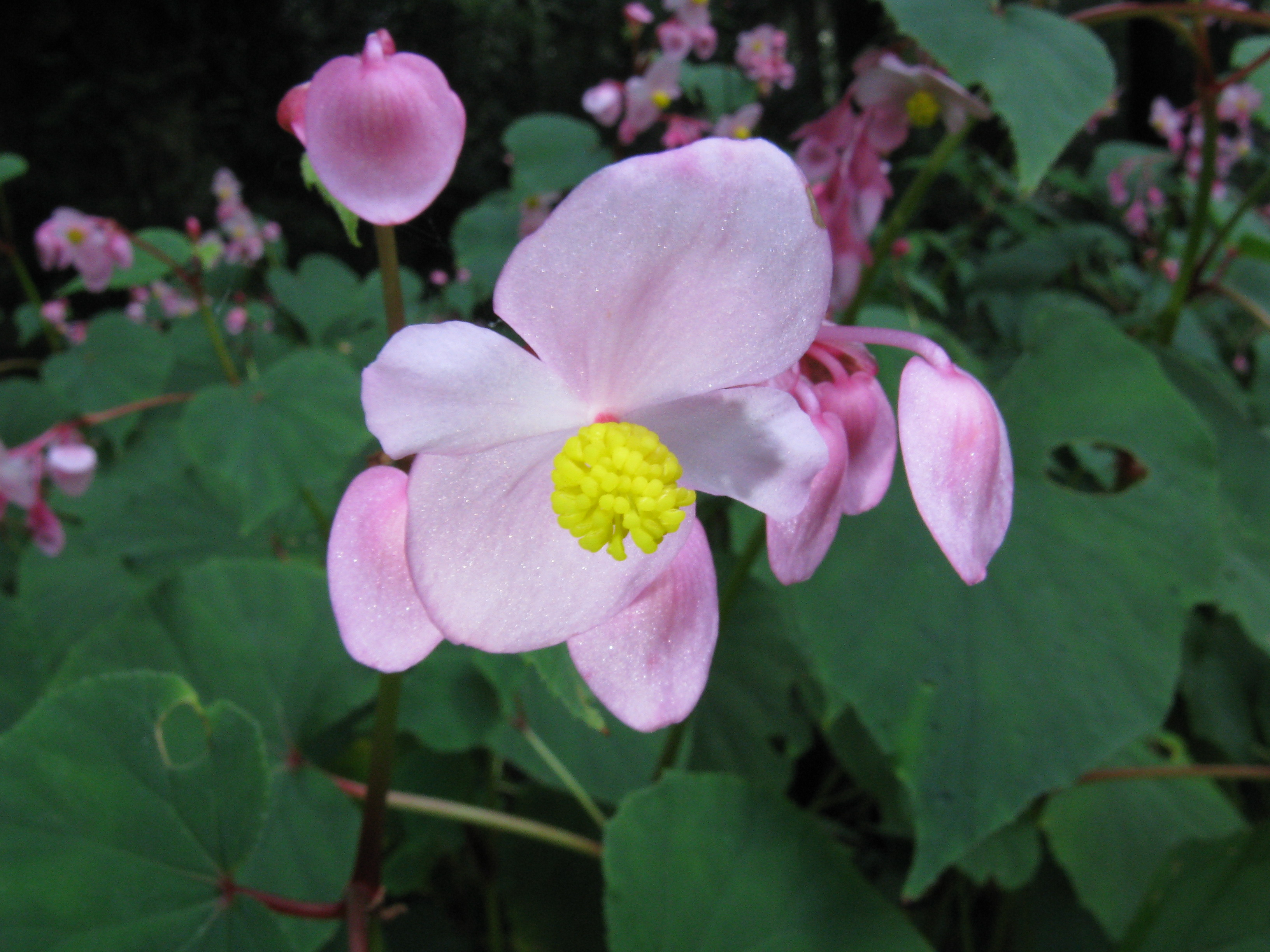
Samčí květ kysaly Begonia grandis
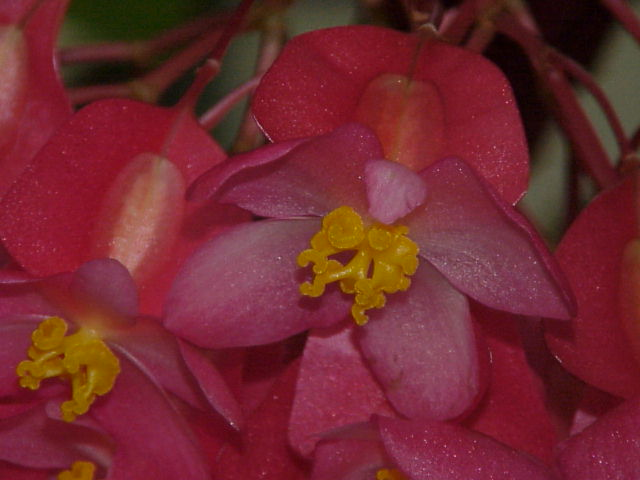
Samičí květ kysaly Begonia corallina
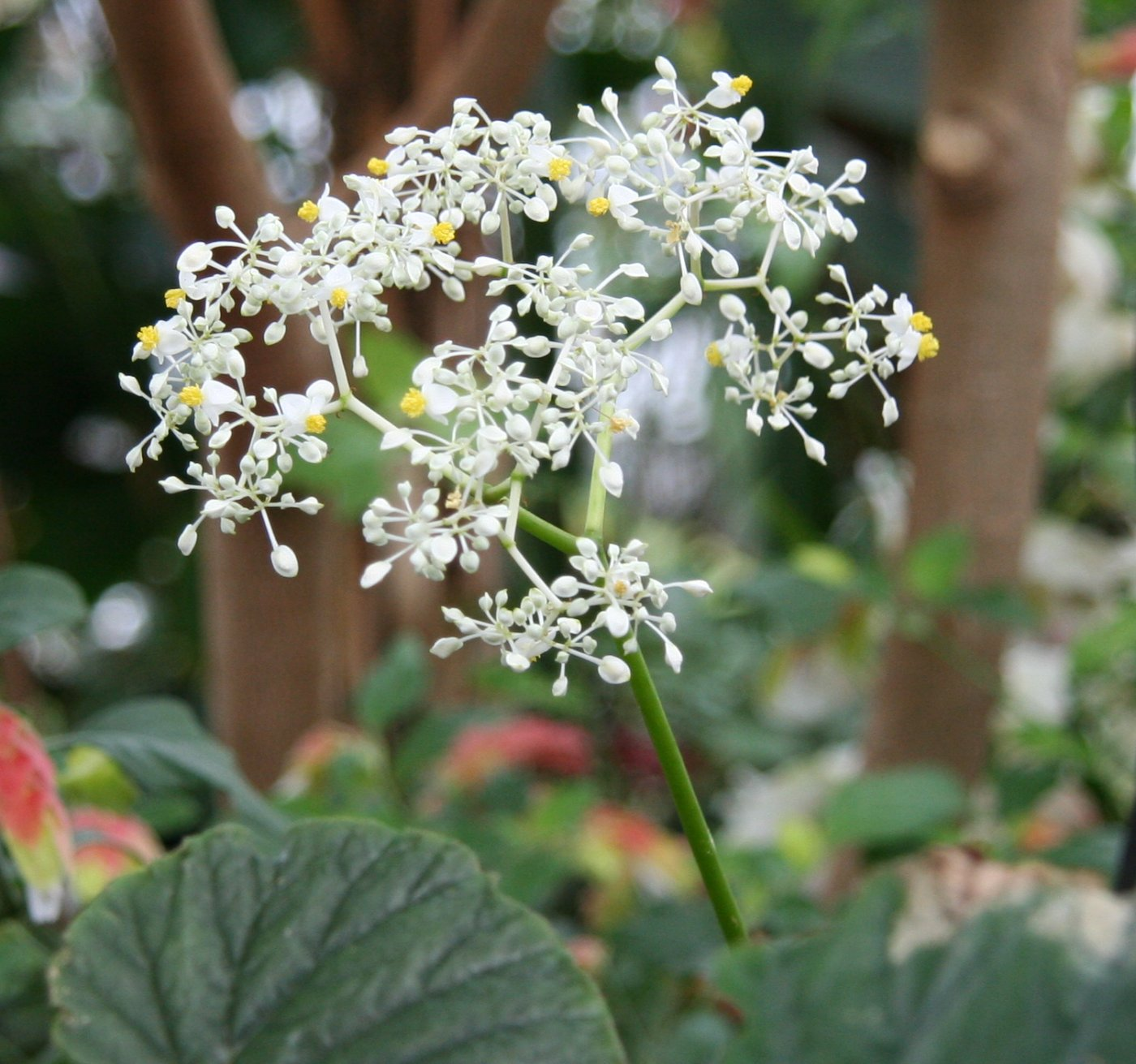
Květenství kysaly Begonia valida
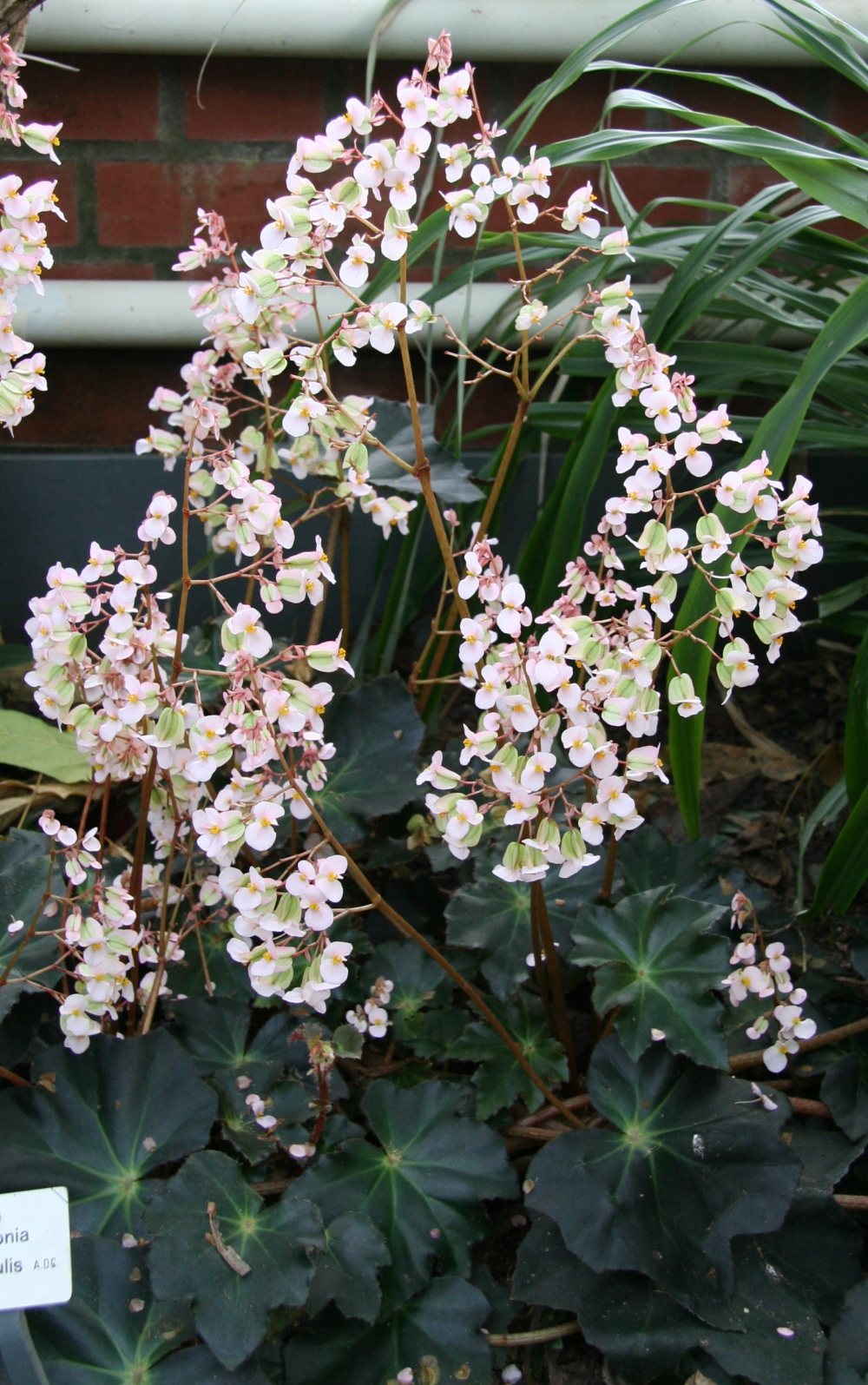
Květenství kysaly Begonia rhizocaulis

## Taxonomie
Cronquist řadil kysalovité do řádu violkotvaré (Violales), Tachtadžjan do řádu kysalotvaré (Begoniales) v rámci nadřádu Violanae. V Dahlgrenově systému byla zařazena do řádu tykvotvaré (Cucurbitales), což později potvrdily i výsledky molekulárních metod.
Sesterskou větví je podle kladogramů APG čeleď Datiscaceae.
Někdy jsou od rodu Begonia oddělovány další rody: Symbegonia (11 druhů na Nové Guineji), Begoniella (4 druhy v Kolumbii) a Semibegoniella (3 druhy v Ekvádoru).

## Zástupci
- kysala (Begonia)

## Využití
Četné begonie jsou oblíbenými okrasnými i pokojovými rostlinami ozdobnými listem i květem. Počet vyšlechtěných hybridů a kultivarů se odhaduje na 10000.

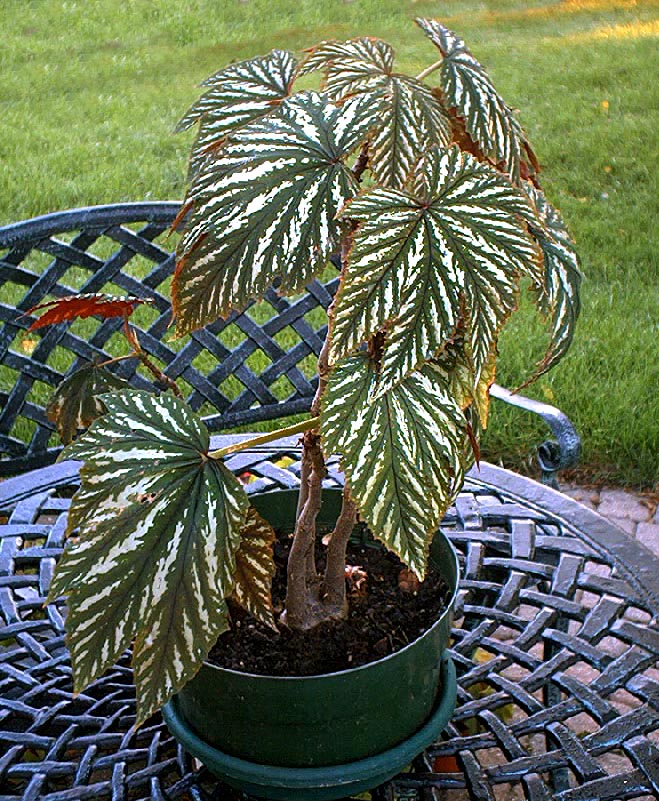
Begonia wollnyi
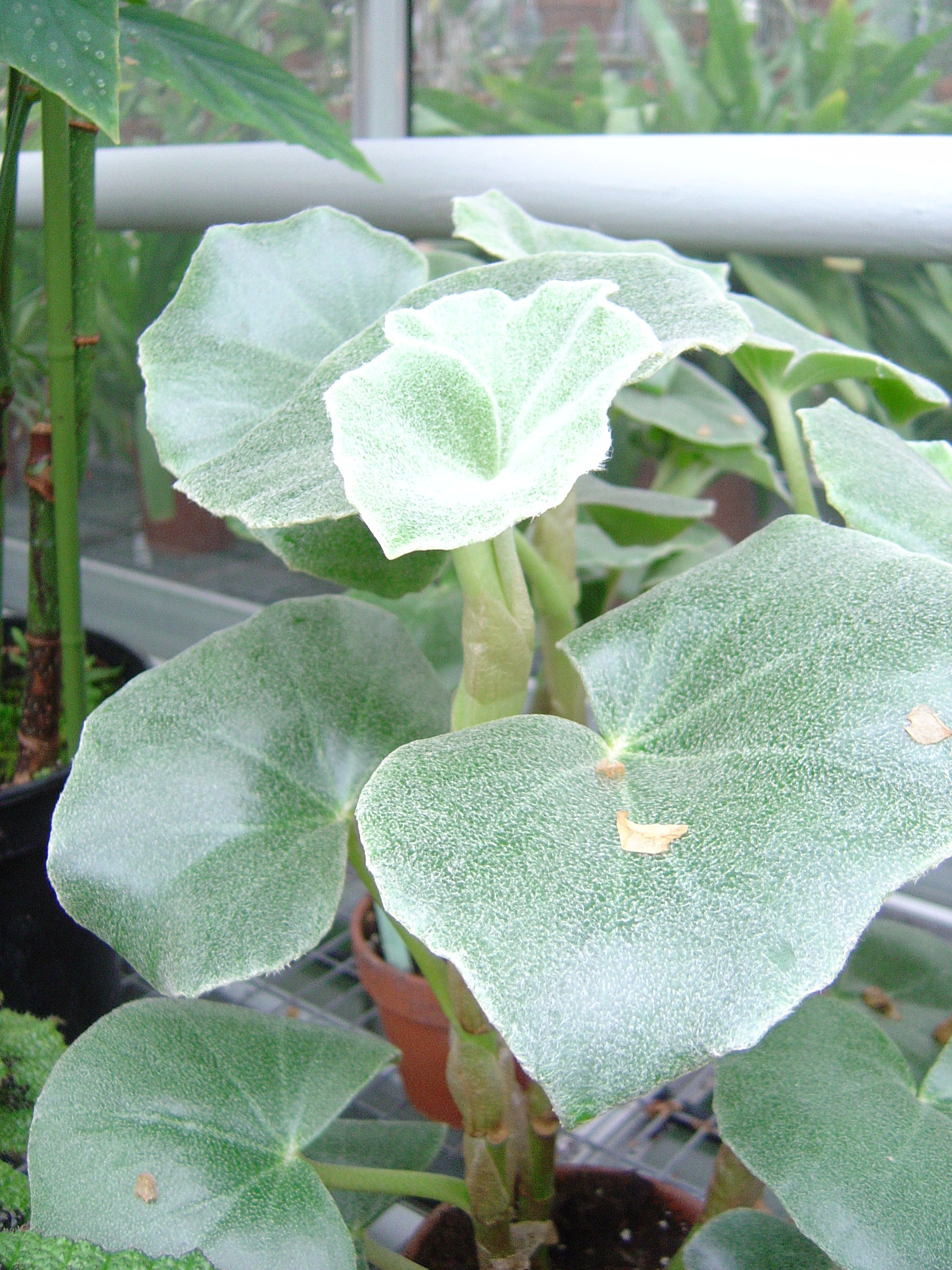
Begonia venosa
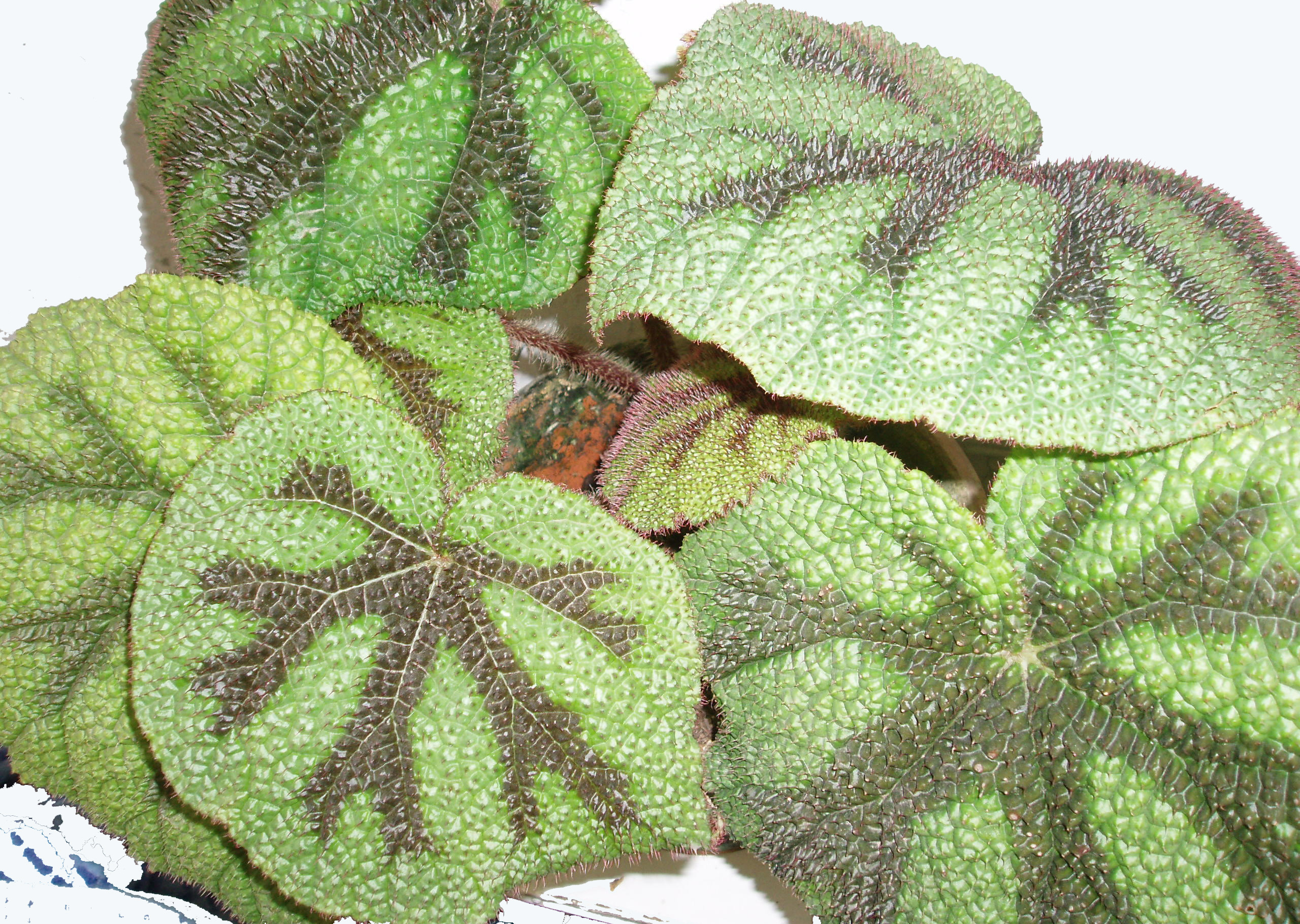
Begonia masoniana
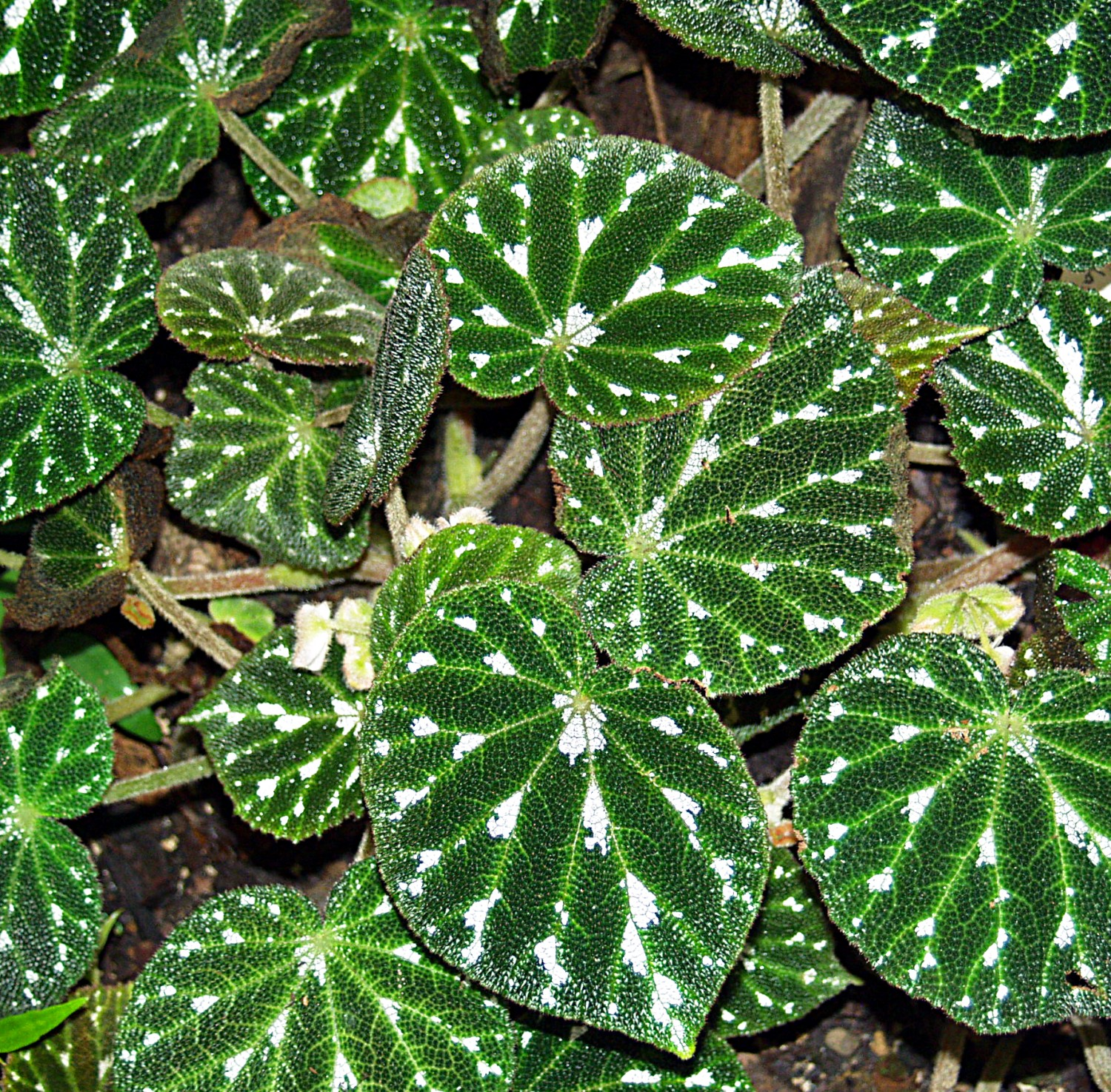
Begonia pustulata
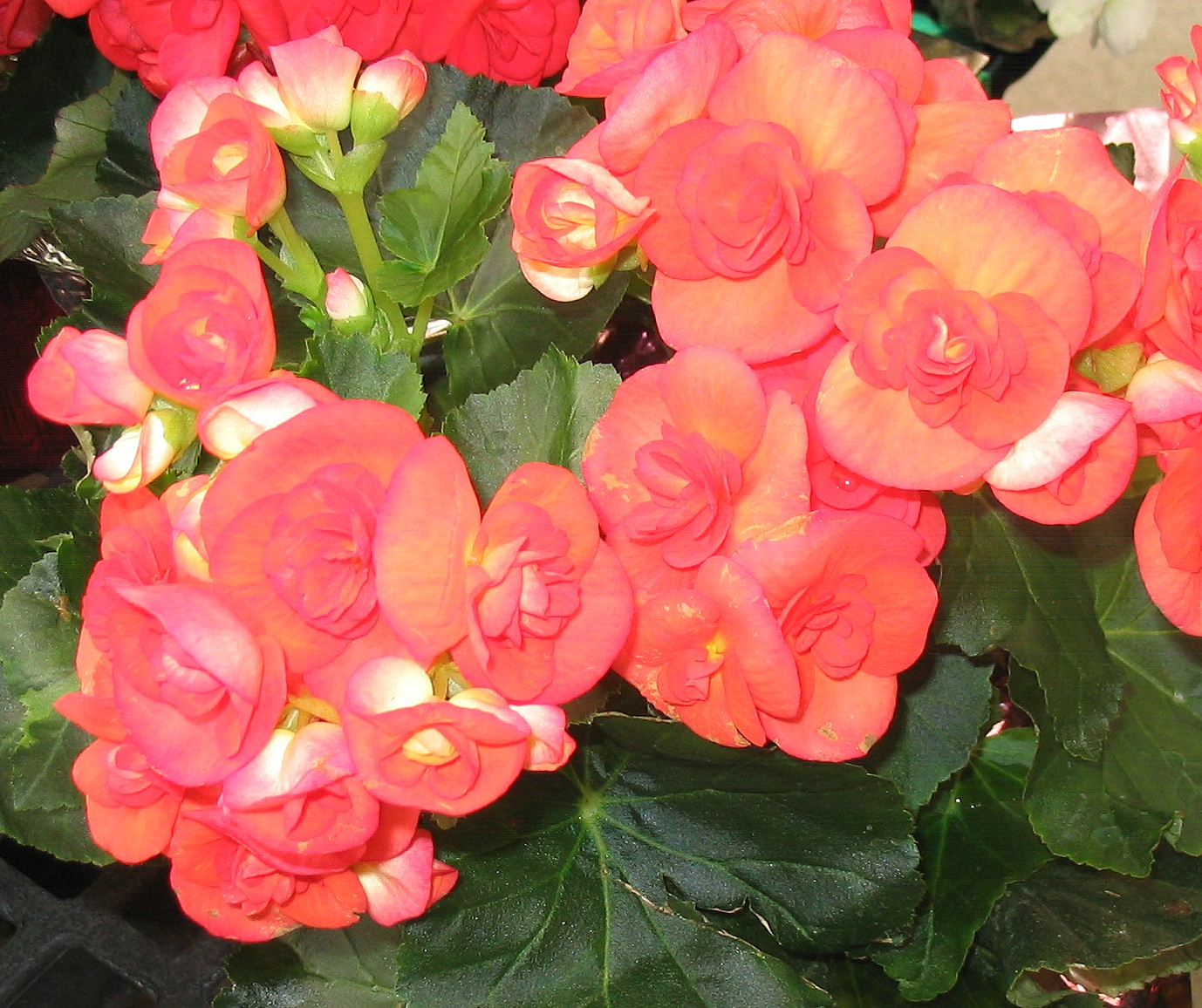
Begonia xhiemalis
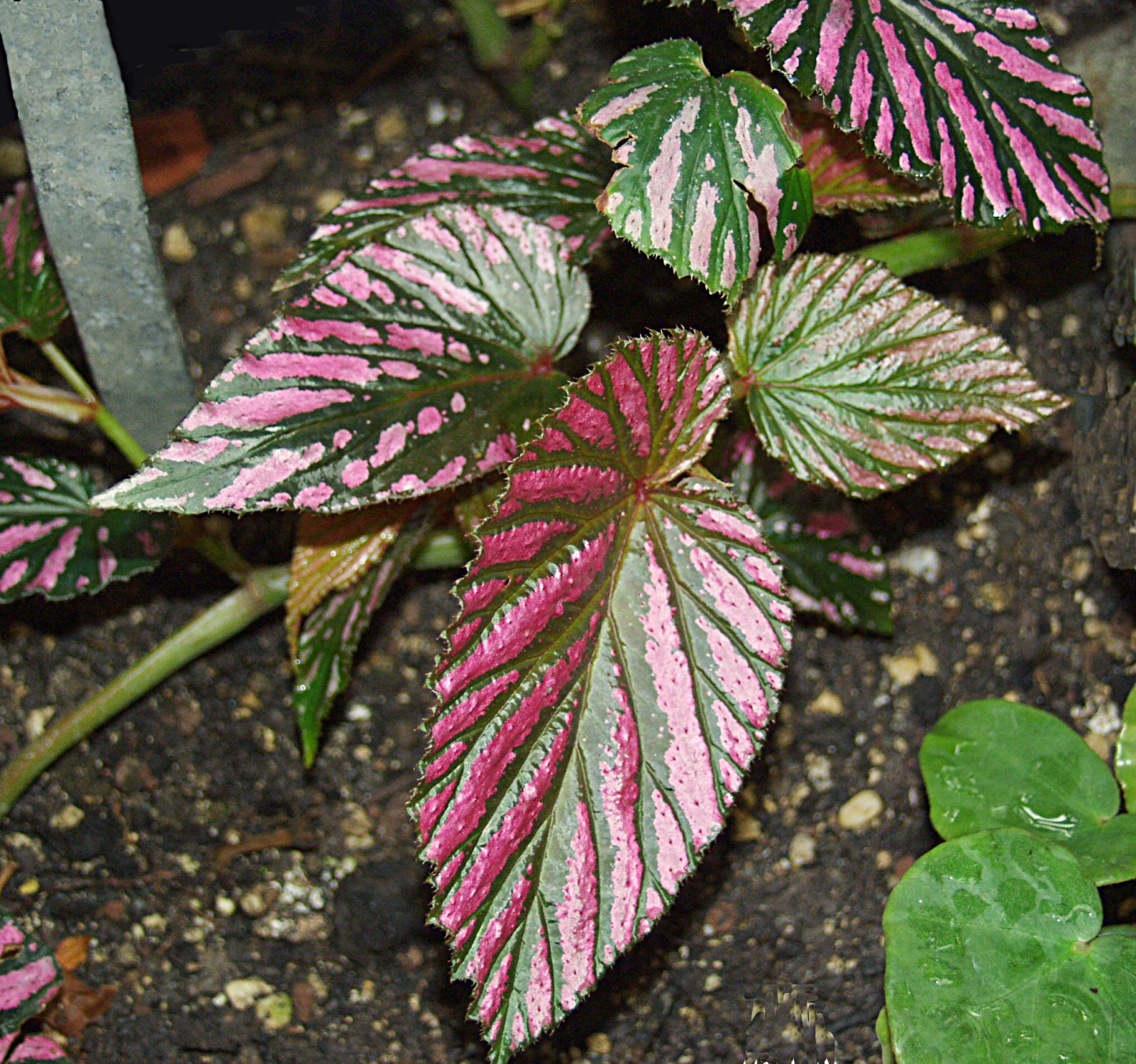
Begonia breviramosa
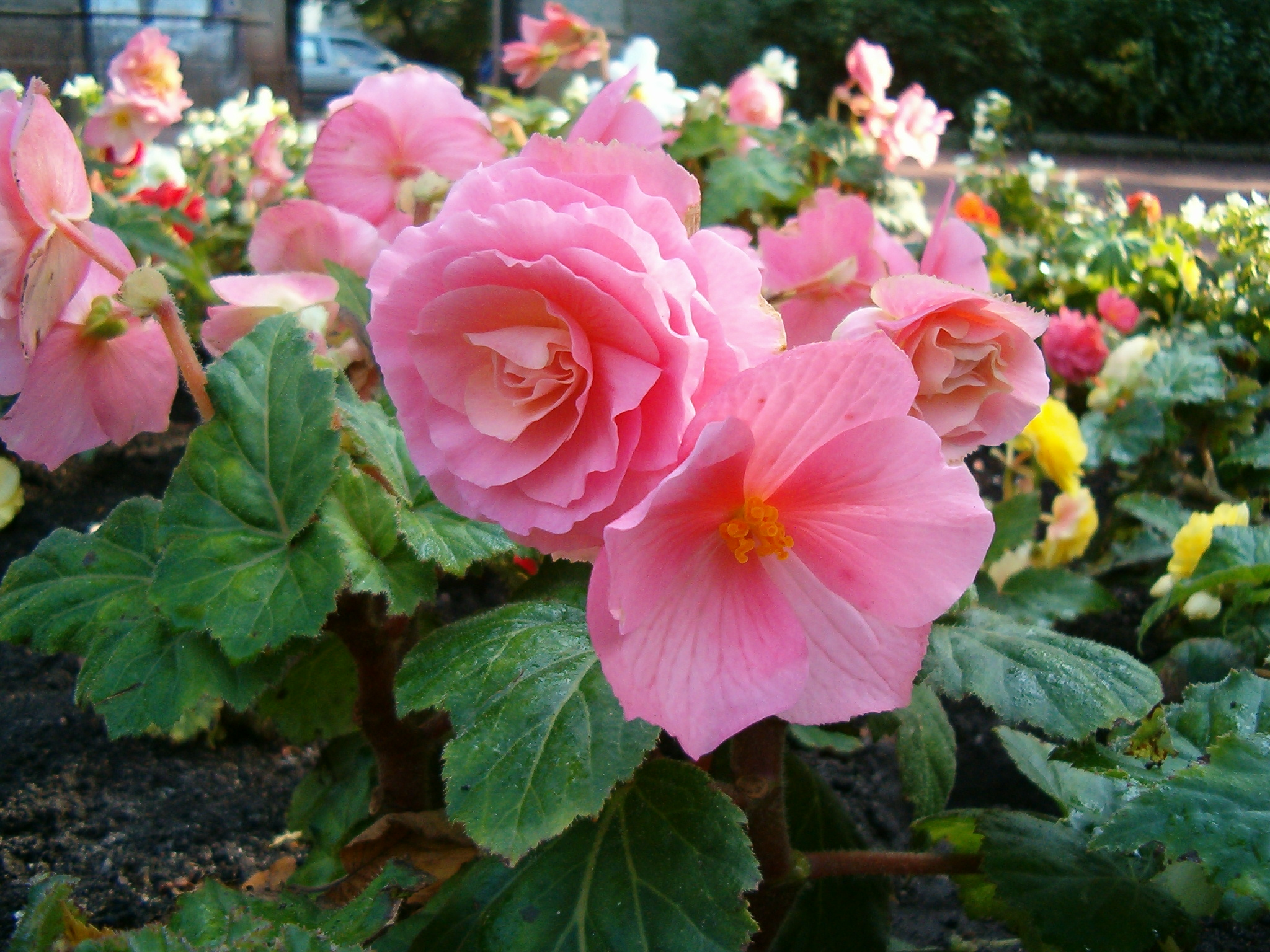
Begonia xtuberhybrida
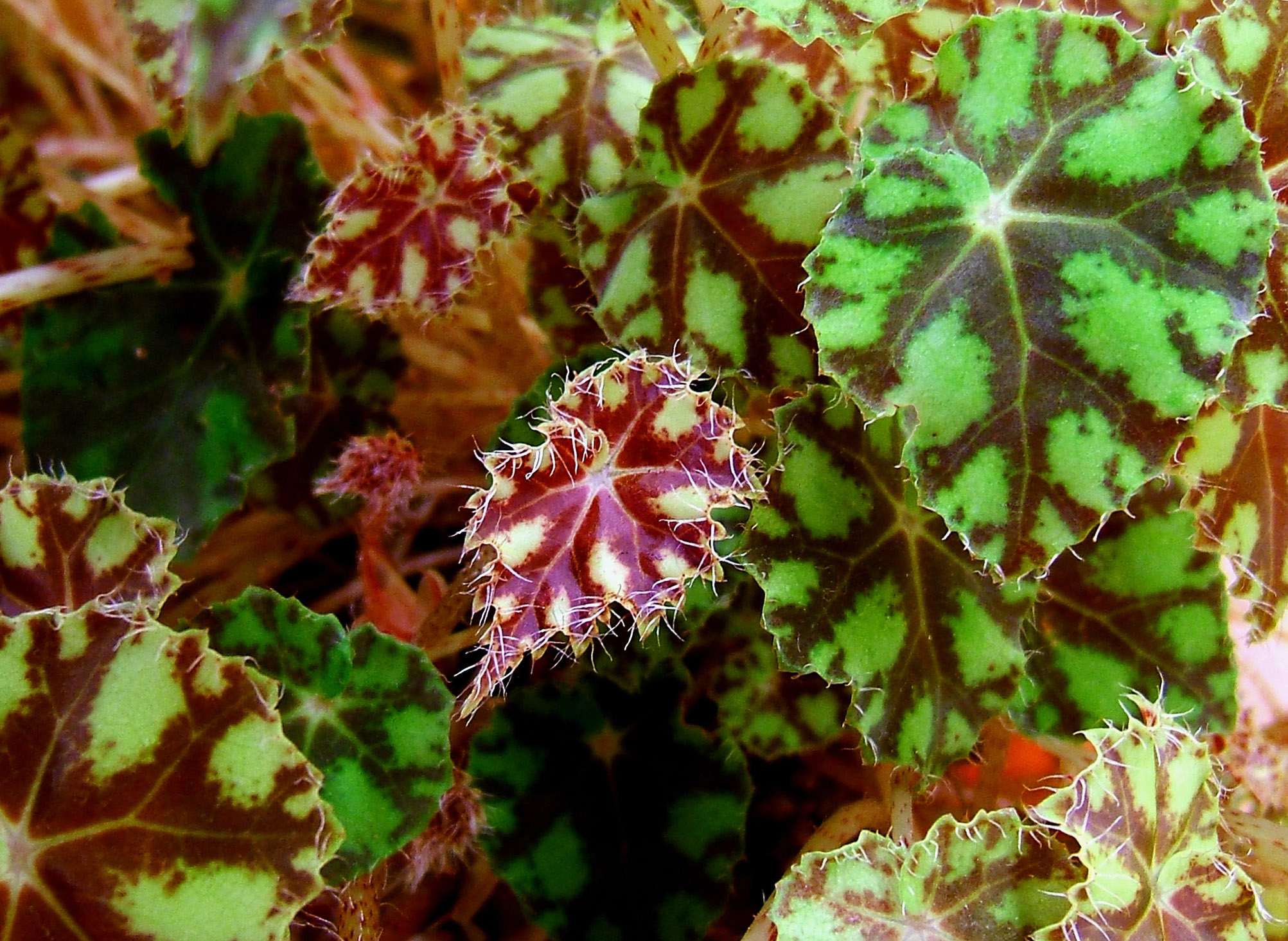
Begonia bowerae

## Seznam rodů
Begonia, Hillebrandia